# Dézsy Zoltán (riporter)
Dézsy Zoltán (Budapest, 1956. május 2. –) Balázs Béla-díjas magyar rendező, szerkesztő-riporter, egyetemi docens.

## Életútja
Budapesten született, dr.Dézsy Zoltán fogorvos és Koronczy Veronika második gyermekeként. Pályafutása újságíróként indult, kisebb lapokba írt, munka mellett levelező tagozaton tanult, magyar-népművelés képesítést szerzett (Zsámbéki Tanítóképző Főiskola, 1985), majd belpolitikai szakon végzett a MÚOSZ Bálint György Újságíró Iskolájában. A Hírlapkiadó Vállalat Ikarus c. lapjánál gyakornok, 1982-től a Lapkiadó Vállalatnál volt újságíró. A 80-as évek elejétől a Magyar Rádió riportereként dolgozott, elsősorban ifjúsági műsoroknak, mint például az Ötödik sebesség vagy a Táskarádió. A Magyar Televízióhoz 1987-ben hívták, az Új Reflektor Magazin szerkesztő-riportereként elsősorban tényfeltáró, oknyomozó riportokat forgatott. Dokumentumfilmezéssel a 90-es évek elején kezdett foglalkozni a Magyar Dokumentumfilm Műhely egyik alapítójaként. Riporter, felelős szerkesztő volt az MTV NAP-kelte című reggeli műsorában 1991-től 1998-ig. A HÉT felelős szerkesztője illetve műsorvezetője volt 1998-2001 között, valamint 2003-ig a Közművelődési-, Oktatási- és Dokumentumfilm Főszerkesztőség vezetője is. A dokumentumfilmek készítése mellett forgatókönyveket ír, játékfilmes terveket készít. Tanított az MTVA és a Pázmány Péter Katolikus Egyetem Médiaakadémiáján, a Zsigmond Király Egyetemen illetve a Milton Friedman Egyetemen és a Budapesti Metropolitan Egyetemen. A Magyar Filmakadémia tagja, a Magyar Művészeti Akadémia köztestületi tagja (2024). Elvált (2024), felesége Vészabó Noémi festőművész volt.

## Munkássága, filmjei
Pályakezdő riporterként az MTV Új Reflektor Magazin sugározta első tényfeltáró, oknyomozó riportjait. A Gerő Lászlóról és koráról szóló riportsorozat volt az első anyaga. Gerő a 20. század politikai kalandora volt, az Interag Rt. vezérigazgatója, a kor amolyan szürke eminenciása, aki dollármilliókat kapott a pártállamtól, hogy azt külföldön befektesse.
A Pincebörtön című két részes, 122 perces dokumentumfilmjét az MTV 1994 tavaszán, az akkori választási kampányban sugározta, melynek első része az ötvenes évek ÁVH-s épületeinek vérrel írt történelmét mutatta be, a második a Köztársaság téri pártház ostroma és az azt követő napok eseményeit dolgozta fel.
A Seuso-kincs történetét feldolgozó A SEUSO-kincsek rejtélye című 67 perces dokumentumfilmet az 1997-ben mutatták be, majd 2016-ban a történet második részét (SEUSO II).
A rendszerváltásról és annak titkairól Az ügynökök a paradicsomba mennek címmel rendezett játékfilmet, melyet 2010-ben mutattak be. Később az Elment az öszöd címmel a 2006-os tiltakozások eseményeit dolgozza fel (2013). A XX. század második feléről, a rendszerváltásról a PestiSrácok.hu közéleti hírportálon is publikált. 
2018 őszétől két évig a Hír TV Szabadfogás, később a Csörte című műsorának vitázója volt, majd a Vezércikk című esti elemző műsor egyik állandó szereplője, valamint a HírFM Civil körének gyakori résztvevője.
A Tíz perc múlva három című játékfilmjét 2021 júniusában a veszprémi Magyar Mozgókép Fesztiválon láthatták először a nézők, 2022–2024 között a Netflix-en is megtekinthető volt.

## Fontosabb filmjei
- Tíz perc múlva három (misztikus romantikus játékfilm, 2021) 94 perc, rendező,forgatókönyvíró, producer
- SEUSO II. (dokumentumfilm, 2016), 91 perc, rendező, forgatókönyvíró, producer
- Elment az öszöd (filmszatíra, 2013) rendező, forgatókönyvíró, producer
- Az ügynökök a paradicsomba mennek (játékfilm, 2010) rendező, forgatókönyvíró, társproducer
- A Seuso-kincsek rejtélye (magyar dokumentumfilm, 1997) rendező, riporter
- Pincebörtön I.-II (dokumentumfilm, 1994), 122 perc, riporter, rendező
- Isten vagy történelem I–II. (dokumentumfilm, 2003,társproducer, rendező: Szabó Eszter
- Látogatás Teller Edénél Palo Altóban – az utolsó forgatás a világhírű tudóssal, riporter, rendező
- Chrudinák – rendező
- A bankelnök:Járai Zsigmond – rendező
- Az ezüstember: Güttler Károly – rendező
- Im memoriam Rabár Ferenc – rendező
- Szűcs Laci visszatér – kísérleti film, rendező
- Tavaszi hadjárat – rendező
- A perui drogfutár – rendező
- A Bakáts téri kórház kispapja – rendező
- Nemeskürty tanár úr – rendező

- Filmsorozat: Ez történt – hónapról hónapra, 36 részes, enciklopédikus dokumentumfilm-sorozat (1999–2002) a rendszerváltás eseményeiről és hátteréről hónapról hónapra – szerkesztő-rendező.[forrás?]

## Díjai
- MTV Nívó-díj, Új Reflektor Magazin, 1988
- MTV Nívó-díj, Pincebörtön I.-II., 1994
- Honvédelemért kitüntető cím II.oszt. 2002
- Balázs Béla-díj (2020)